# Cerro Castillo (Berg, Antarktika)
Der Cerro Castillo (spanisch für Schlossberg; in Argentinien Cerro San Miguel)  ist ein Berg auf Eagle Island im Prinz-Gustav-Kanal südlich der nördlichen Spitze der Antarktischen Halbinsel. Er ragt südwestlich des Scree Peak im Zentrum des nördlichen Teils der Insel auf.
Chilenische Wissenschaftler benannten ihn nach Staffelführer Alamiro Castillo Ayala von den chilenischen Luftstreitkräften, Teilnehmer an der 25. Chilenischen Antarktisexpedition (1970–1971). Der Namensgeber der argentinischen Benennung ist nicht überliefert.